# Гравіметрична розвідка

Гравіметрична розвідка. JPG

Гравіметри́чна ро́звідка (рос. гравиметрическая разведка, англ. gravimetric prospecting, нім. gravimetrische Erkundung f, Gravimetermessungen f pl) — один із методів геофізики, що базується на вивченні гравітаційного поля Землі.
Об'єкти гравіметричної розвідки — щільні неоднорідності земної кори, що створюють аномалії в гравітаційному полі Землі.
Гравіметрична розвідка використовується для вивчення будови земної кори, пошуку і розвідки родовищ, зокрема нафтогазоносних, слабкомагнетних залізних руд, хромових та мідно-колчеданових руд, нерудних корисних копалин — калійних солей, боратів, корунду, бариту, апатитів.
Гравіметрична розвідка знаходить також застосування в інженерній геології та гідрогеології з метою вивчення глибинної будови артезіанських басейнів, пошуків та оконтурювання порожнин карсту та ін.